# 남원시의 지질

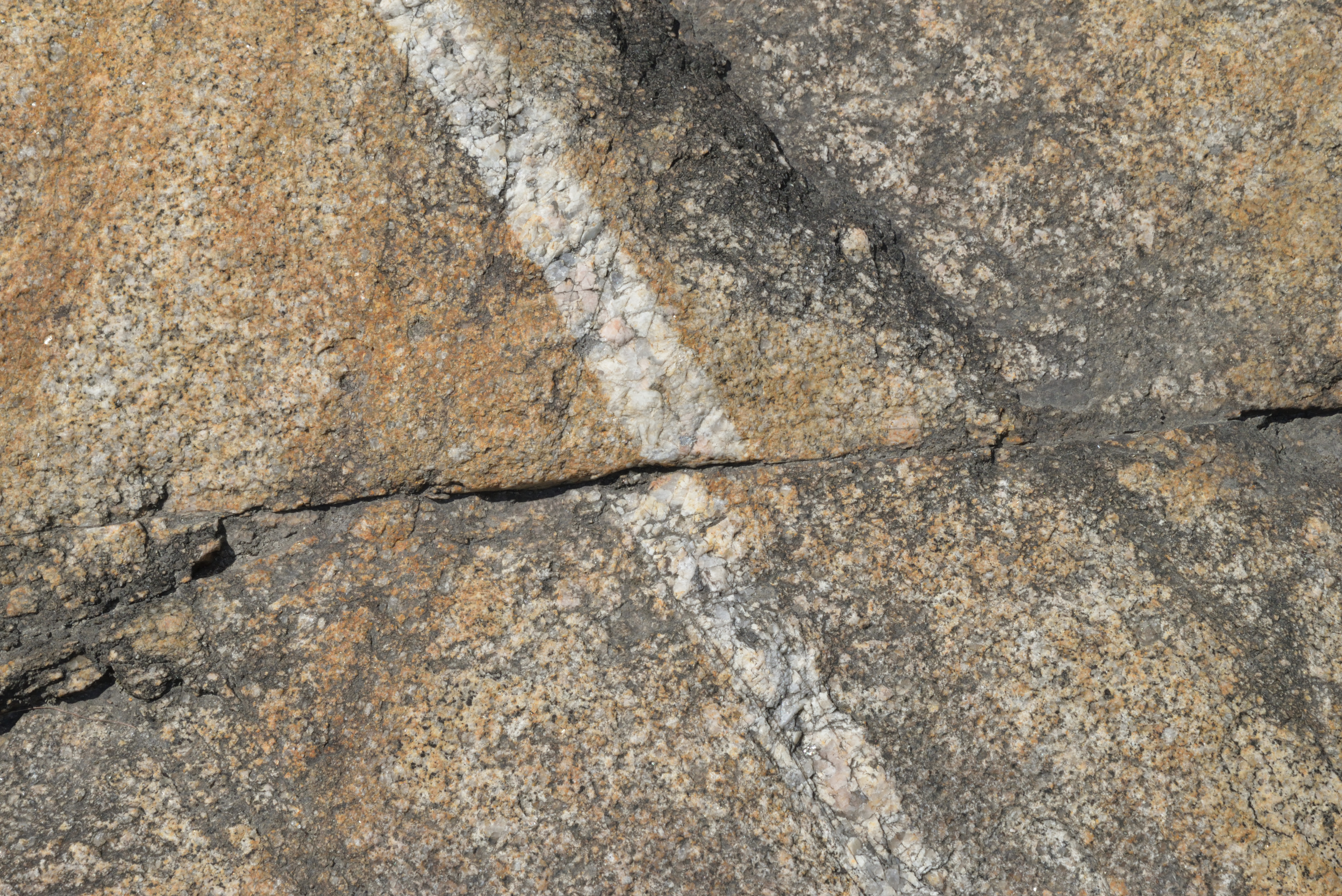
남원시 어현동 춘향교 아래 요천 하상의 남원 화강암

본 문서에서는 전북특별자치도 남원시의 지질과 남원시에 분포하는 한국의 화강암에 대해 설명한다. 

## 개요
전북특별자치도 남원시는 호남전단대의 일부인 순창전단대가 지나는 지역으로 순창전단대는 옥천 습곡대와 영남 지괴/영남 육괴 사이의 주 경계로 간주된다. 전반적으로 영남 육괴 지리산 지구에 해당하는 남원시 남동부의 지리산국립공원 지역에는 기반암인 선캄브리아기 편마암이, 남원시 서부 평야 지대에는 중생대의 화강암이 분포한다. 1:5만 지질도 상으로, 
- 오수 지질도폭(1984) 남부 (덕과면, 보절면 북부, 산동면 북부)[3]
- 함양 지질도폭(1994) 남서부 (아영면 북부)[4]
- 순창 지질도폭(1966) 동단 (대강면)[5]
- 남원 지질도폭(1984) 동부 (사매면, 보절면 남부, 산동면 남부, 대산면, 주생면, 금지면 북부, 송동면, 수지면 북부, 주천면, 이백면)[6]
- 운봉 지질도폭(1968) 동부 (운봉읍, 인월면, 아영면 남부, 산내면)[7]
- 구례 지질도폭(1983) 북부 (금지면 남부, 수지면 남부)[8]

에 해당한다. 

## 선캄브리아기 편마암

### 지리산
남원시 남동부 산내면 지역에는 영남 육괴에 속하는 선캄브리아기의 편마암이 분포하며 흑운모 편마암, 화강암질 편마암, 반상변정 편마암, 우백화강편마암 등으로 구분된다. 남원시 산내면 덕동리 달궁마을 지역에 소규모 분포하는 우백화강편마암은 화성암 기원, 지리산국립공원 서북능선 지역에 분포하는 화강암질 편마암과 반상변정 편마암은 퇴적암 기원으로 추정된다. 지리산 뱀사골 지역에서는 반상변정질 편마암을 관찰할 수 있다.

### 흑운모 편마암
남원시 북동부 만행산(909 m)과 산동면 대상리 지역에는 흑운모 편마암이 분포하며 장수군 번암면 지역으로 이어진다. 퇴적암 기원인 흑운모 편마암은 엽리가 발달하고 페그마타이트와 암맥이 관입해 있다. 만행산 지역에는 광역변성작용을 받은 흑운모 편마암이 관찰된다.

### 설옥리층
남원시 대강면 지역에는 대강 화강암의 서측을 따라 변성퇴적암인 설옥리층이 분포하며 편암 및 천매암, 규암, 돌로마이트, 석회암, 점판암, 편마암 등으로 구성된다.

## 중생대 화성암

### 호남전단대
전주-순창-해남을 잇는 순창전단대(淳昌剪斷帶, Soonchang Shear Zone, SSZ)는 가장 규모가 크고 연장선이 긴 전단대로 전북특별자치도 진안군에서 해남군까지 200 km 연장되며 동쪽의 영남 육괴와 서쪽의 옥천대 사이의 주 경계로 간주된다.
전북특별자치도 남원시의 남원 화강암, 순창 화강암 및 대강 화강암은 호남전단대가 지나가는 지역에 있는 화강암인데 순창 화강암과 대강 화강암에는 호남전단대가 활동한 시기 전단 작용에 의해 변형된 것으로 추정되는 변형 엽리가 발달하나 남원 화강암은 그렇지 않아 세 화강암의 절대연령을 측정하면 호남전단대의 활동 시기를 아주 정밀하게 측정할 수 있어, 이 화강암들에 대한 연대 측정이 여러 차례 시도되었다.
조규환 외(1999)는 순창전단대 북부 전라남도 순창군, 남원시 지역 화강암에 대해 CHIME 모나자이트 연대 측정을 실시하고, 순창 화강암 179±2 Ma, 대강 화강암 178±2 Ma, 남원 화강암 173~190 Ma (쥐라기 전기~중기)의 연대를 구해 순창전단대가 쥐라기 중기에 발생했다고 하였다.
조희재 외(2013)는 남원 화강암과 순창 화강암에 대해 SHRIMP U-Pb 저어콘 연대측정을 실시하여, 남원 화강암 185.8±0.9 Ma (쥐라기 전기 플리엔스바치안), 순창 화강암 175.0±2.0 Ma (북부), 179.8±0.9 Ma (중부), 177.4±1.3 Ma (전체 평균)의 연대를 얻었다. 이로부터 순창 화강암에 변형을 가한 호남전단대의 활동은 175 Ma 이후에도 일어났던 것으로 보고하였다. 순창 화강암에는 강한 압쇄엽리가 발달하나, 남원 화강암은 엽리가 상대적으로 약하거나 없는데 이는 남원 화강암이 정치된 이후에 호남전단대가 활동했기 때문이 아니라 호남전단대가 남원 화강암의 주 분포지를 지나가지 않기 때문인 것으로 해석하였다.

### 대강 화강암
대강 화강암은 임실군 오수면 오수리에서 풍악산(606 m)과 문덕봉(599 m)을 지나 동악산(737 m) 지역까지 남-북 방향으로 분포하며 지형적으로 험준한 산지를 형성하고 엽리가 매우 잘 발달하여 외견상 편마암과 비슷할 정도이다. 변성퇴적암을 관입하였고 포획한다.

### 남원 화강암
남원 화강암은 남원 지질도폭(1984)에서 처음 정의되었으며 대강 화강암 동측의 장수군 산서면, 남원시 덕과면, 보절면, 사매면, 대산면 동부, 주생면 동부, 송동면, 주천면, 이백면과 남원시내 지역에 저반 형태로 약 530 km2 면적에 걸쳐 분포하는 화강암이다. 남원 화강암은 엽리가 거의 없으며 남원 지질도폭(1984)에서는 남원 화강암을 반상 화강암, 복운모 화강암, 흑운모 화강암으로 구분하였다.  홍세선 외(2004)는 남원 화강암의 물리적 특성을 측정하였으며, 화강암의 공학적 특성이 광물의 함량비보다 입도(粒度)에 더 많은 영향을 받는 것으로 결론 지었다.
한국지질자원연구원(2024)은 남원시 주천면 송치리 지역에서 남원 화강암에 대해 754.3 m 깊이로 시추공을 뚫어 암석의 지구과학적 특성을 연구하였다. 시추코어 내에서는 지하 464 m, 538 m 2개 지점에서 고각의 주향 이동 단층이 확인되었다.
(주)더조은워터(도로명주소: 남원시 주천면 장백산로 139 / 지번: 남원시 주천면 은송리 38)는 남원 화강암이 분포하는 지역에서 먹는샘물을 채취하는 업체로, 2024년에 취수 5호정 샘물(원수)에서 수질기준을 초과하여 취수정지 1개월 처분을 받았다.
남원 화강암은 주변 암석에 비해 상대적으로 낮은 지형을 보이며 노두의 발달이 불량하나 남원시 어현동 춘향교 하부(북위 35° 24′ 13.8″ 동경 127° 23′ 06.3″ / 북위 35.403833°  동경 127.385083° )에서 남원 화강암과 화강암을 관입한 페그마타이트 및 암맥을 관찰할 수 있다. 이 지역에서는 많은 관입암체를 찾을 수 있고 다수의 지각 변동이 발생했음을 알 수 있다.
남원 화강암

### 반려암질암 (마천 층상 관입암)
함양군 마천면에는 반려암체가 기반암을 암주상으로 관입하였으며 행정 구역상 함양군 마천면 창원리와 덕전리 및 남원시 산내면 백일리에 걸쳐 북북동-남남서 방향으로 분포하고 그 면적은 45 km2 정도이다. 지표에 노출된 두께는 600 m 정도이며 강변에 드러난 것을 제외하고는 노두의 발달이 불량하다. 운봉 지질도폭(1968)에서는 시대 미상의 반려암질암으로 기재하였으며 이후 송용선 외(2004, 2007)가 마천 (반려암질) 층상 관입암으로 명명하였다. 마천 층상 관입암은 김청빈과 앤드류(1996)의 저어콘 U-Pb 연대측정에 의해 중생대 트라이아스기(223±3 Ma)에 관입한 것으로 보고되었으며 마천 층상 관입암은 발달 상태에 따라 층상(layered)과 엽상(laminated) 구조로 구분되며 우백질과 우흑질 부분이 교호하는 층상 구조가 나타난다. 반려암, 우백질 반려암, 회장암질암 등의 고철질-초고철질 암석들이 층상 구조를 형성하며 구성 광물은 사장석과 감람석, 각섬석, 휘석이다.

### 인월 피바위
인월 피바위는 남원시 인월면 인월리 람천 하상에 있는 화강암 바위로 반상 화강암이 동력변성작용을 받아 생성된 압쇄상 화강암이 관찰된다.

## 같이 보기
- 한국의 지질
- 영남 지괴/영남 육괴
- 호남전단대
- 남원시
- 지리산